# Harvard University Press
Pour les articles homonymes, voir HUP.
Harvard University Press (HUP, que l'on peut traduire en « Presses universitaires de Harvard »), établie le 13 janvier 1913 en tant que filiale de l'université Harvard, est une maison d'édition universitaire américaine publiant des ouvrages académiques. En 2005, elle a publié 220 nouveaux titres. Elle fait partie de l'Association of American University Presses. En 2012, son directeur est William P. Sisler et son éditeur en chef est Susan Wallace Boehmer. Elle a des bureaux à Cambridge (Massachusetts) et en Angleterre, à Londres.